# Asterina indecora
Asterina indecora är en svampart som beskrevs av Syd. 1927. Asterina indecora ingår i släktet Asterina och familjen Asterinaceae.   Inga underarter finns listade i Catalogue of Life.